# Liao Chung-ťi
Liao Chung-ťi (* 1957 Chua-lien, Tchaj-wan) je tchajwanský spisovatel a ekologický aktivista. Je autorem próz, ve kterých upozorňuje na ekologické problémy a líčí těžký život rybářů. Věnuje se ochraně mořských ekosystémů a osvětě v této oblasti.

## Život a dílo
Narodil se v Chua-lienu, stal se úředníkem. Kolem svých třiceti let se rozhodl vydat na moře, nejprve byl rybářem, později se stal kapitánem. V roce 1996 se začal věnovat pozorování a ochraně delfínů a velryb. V roce 1998 se podílel na vzniku nadace Kuroshio Ocean Education Foundation, později v ní působil i jako generální ředitel. Účastnil se akademického výzkumu a mapování kytovců na východním pobřeží Tchaj-wanu.
V roce 2022 byl hostem festivalu Svět knihy v Praze, kde byl součástí programu "Myslet jako ostrov – tchajwanská současná literatura". Prezentoval zde překlad svého cestopisu Plující ostrov, v němž jako člen posádky popsal plavbu na palubě rybářské lodi. V roce 2024 se zúčastnil Měsíce autorského čtení. na kterém byl čestným hostem Tchaj-wan. Jako audiovizuální doprovod k čestnému hostování Tchaj-wanu na mezinárodním literárním festivalu Měsíc autorského čtení vznikl dokumentární film Tchajwanská čítanka. Snímek režisérky a scenáristky Haruny Honcoop představuje vybrané tchajwanské autory a autorky.
Liao Chung-ťi spolupracoval na filmu Nan-žen jü tcha te chaj (Nanren yu tade hai, pod anglickým názvem Whale Island, Muži a jejich moře), který režíroval Huang Chia-chun a byl dokončen v roce 2021.
Autor vydal přes dvacet knih a na Tchaj-wanu získal za svou tvorbu řadu významných literárních ocenění. Například v roce 1993 a 1995 obdržel cenu tchajwanského deníku China Times v kategorii próza, v roce 1996 Wu Čuo-liouovu ((Wu Zhuoliu) cenu za povídkovou tvorbu. V letech 1996 a 1997 byl oceněn deníkem United Daily za nejlepší knihu. V roce 1998 mu byla udělena literární cena města Tchaj-peje(Taibei) v roce 2003 Laj Cheho literární cena a v roce 2006 Wu Jung-fuovu cena. V roce 2011 získal ocenění Národní knihovnou Singapuru. V roce 2024 obdržel Cenu ministerstva školství za přínos sociálnímu vzdělávání - Cena za celoživotní přínos.

### Česky vydané knihy
- Rybáři, 2017 (Tchao-chai-ren) [12]
- Plující ostrov, 2021 (Piao dao, 2003)[13]
- Rybí snění, 2025 (Yu meng yu, 2022)[14]